# Kazimierz Głębicki

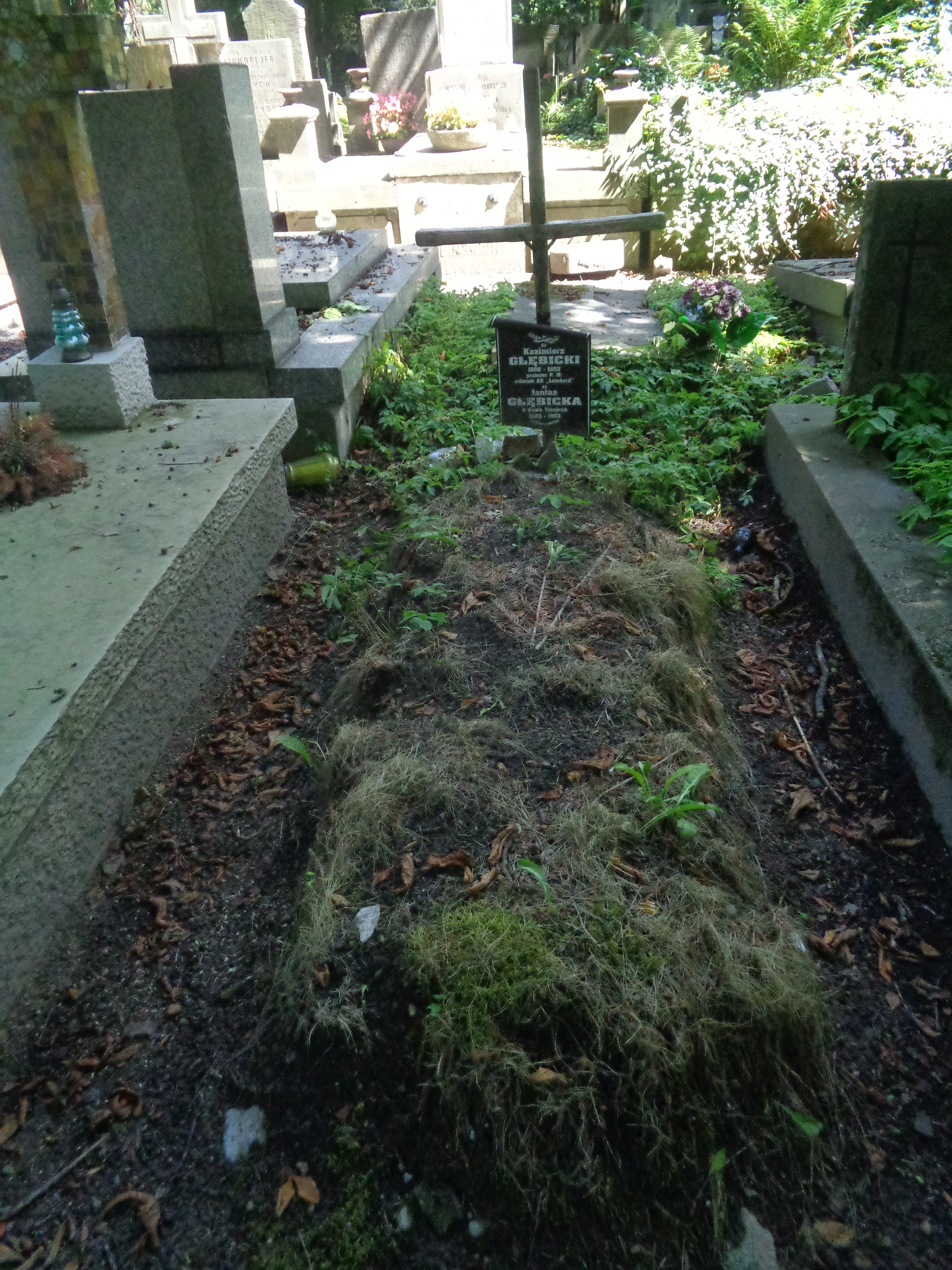
Grób Kazimierza Głębickiego na cmentarzu Powązkowskim

Kazimierz Głębicki (ur. 13 marca?/26 marca 1906 w Petersburgu, zm. 11 czerwca 1993 w Warszawie) – polski inżynier mechanik, specjalista w zakresie mechaniki lotniczej.

## Życiorys
W 1925 ukończył Państwowe Gimnazjum im. Stefana Batorego w Warszawie, następnie wyjechał do Lille we Francji, gdzie studiował mechanikę lotniczą w Institut du Nord oraz w Instytucie Mechaniki Cieczy na Uniwersytecie w Lille. Do Polski wrócił w 1934 i rozpoczął pracę jako konstruktor w Wydziale Studiów Państwowych Zakładów Lotniczych w podwarszawskim Okęciu. Po wybuchu II wojny światowej walczył w kampanii wrześniowej, 3 października 1939 został ciężko ranny w bitwie pod Kockiem. Po odzyskaniu pełni sił rozpoczął pracę w Dziale Budowlanym PZU, równocześnie zaangażował się w działalność konspiracyjną w Związku Walki Zbrojnej, a następnie w Oddziale II Informacyjno-Wywiadowczym Komendy Głównej Armii Krajowej, gdzie do jego zadań należało m.in. zbieranie informacji o produkcji, sprzęcie i lokalizacji zakładów zbrojeniowych. Dzięki dostarczonym do Londynu przez niego materiałom o produkcji broni V1 i V2, Alianci w dniu 17 sierpnia 1943 roku dokonali nalotu na fabrykę w Peenemünde. Po zakończeniu wojny pracował na Wybrzeżu, w 1947 powrócił do Warszawy, gdzie został głównym konstruktorem i kierownikiem Działu Osprzętu Lotniczego Wytwórni Sprzętu Komunikacyjnego na Okęciu. Od 1948 równocześnie podjął działalność dydaktyczną w Szkole Inżynierskiej im. Wawelberga i Rotwanda, a od 1951 na Politechnice Warszawskiej. W 1960 zrezygnował z pracy w Wytwórni Sprzętu Komunikacyjnego, w roku 1962 otrzymał tytuł naukowy profesora nadzwyczajnego, a w 1972 profesora zwyczajnego. Do czasu przejścia na emeryturę w 1976 był związany z Wydziałem Mechanicznym Energetyki i Lotnictwa, gdzie pełnił funkcję kierownika Katedry, a po zmianach organizacyjnych kierował Wydziałem, Zakładem Automatyki i Osprzętu Lotniczego. W 1969 został konsultantem w Instytucie Lotnictwa. Kazimierz Głębicki był wybitnym specjalistą urządzeń giroskopowych stosowanych w lotnictwie i okrętownictwie.
Pochowany na cmentarzu Powązkowskim w Warszawie (kw. 86, rząd 4, grób 12).

## Odznaczenia
- Krzyż Kawalerski Orderu Odrodzenia Polski
- Krzyż Partyzancki
- Medal 30-lecia Polski Ludowej
- Medal „Za udział w wojnie obronnej 1939”
- Złoty Medal „Za zasługi dla obronności kraju”
- Srebrnym Medal „Za zasługi dla obronności kraju”